# Hirasea nesiotica
Hirasea nesiotica é uma espécie de gastrópode da família Endodontidae.
É endémica do Japão.